# Dytiscus caesus
Dytiscus caesus là một loài bọ cánh cứng trong họ Bọ nước. Loài này được Duftschmid miêu tả khoa học năm 1805.